# Wilfrid Emmett Doyle
Wilfrid Emmett Doyle (* 18. Februar 1913 in Calgary; † 14. September 2003 in Kelowna) war Bischof von Nelson.

## Leben
Der Erzbischof von Edmonton, John Hugh MacDonald, weihte ihn am 5. Juni 1938 zum Priester.
Papst Johannes XXIII. ernannte ihn am 9. November 1958 zum Bischof von Nelson. Der Apostolische Delegat in Kanada, Giovanni Panico, weihte ihn am 3. Dezember desselben Jahres zum Bischof; Mitkonsekratoren waren Michael Cornelius O’Neill, Erzbischof von Regina, und Francis Valentine Allen, Weihbischof in Toronto.
Er nahm an allen Sitzungsperiode des Zweiten Vatikanischen Konzils teil. Am 6. November 1989 nahm Johannes Paul II. seinen altersbedingten Rücktritt an.